# Стефан Ковач
Стефан Ковач (Београд, 14. јануара 1999) босанскохерцеговачки је фудбалер који тренутно наступа за Партизан.

## Каријера

### Почеци
Стефан Ковач је рођен у Београду, 14. јануара 1999. године, а пореклом је из Фоче, насељеног места у Републици Српској. Прошао је све млађе клупске селекције Црвене звезде, где је неколико година носио капитенску траку у својој генерацији. Са клубом је, у фебруару 2016. потписао свој први професионални уговор, док се током пролећа наредне године нашао у групи младих играча, које је тадашњи тренер, Бошко Ђуровски, прикључио раду са првим тимом. Почетком 2018, уступљен је српсколигашу ИМТ-у са Новог Београда, где је током другог дела такмичарске 2017/18. на 12 одиграних утакмица постигао укупно 5 погодака. Он је тако постигао хет-трик на сусрету са екипом БСК Борче, док је у победи од 7 : 0 над саставом Степојевац Ваге био двоструки стрелац. Споразум о уступању је лета исте године продужен, те је Ковач још шест месеци провео као бонус играч у београдској групи Српске лиге. По истеку позајмице, Ковач је напустио матични клуб.

### Чукарички
Почетком 2019. године, Стефан Ковач је приступио екипи Чукаричког као слободан играч. Са клубом је прошао комплетне зимске припреме и потписао уговор до краја сезоне. Након премијерне утакмице пролећног дела сезоне, на гостовању Радничком у Нишу, када је остао на клупи за резервне фудбалере, Ковач је за клуб дебитовао у 23. колу Суперлиге Србије, у победи над Вождовцем резултатом 3 : 0, одигравши читав сусрет. Одмах затим, у следећем колу, наступио је у ремију без голова против врањског Динама на Градском стадиону у Сурдулици. На почетку доигравања за титулу, када се Чукарички сусрео са Партизаном, Ковач је по први пут у игру ушао као резервиста, заменивши на терену Асмира Кајевића у 68. минуту. Ковач је такође био и актер сусрета са званичним шампионом Србије и својим бившим клубом, Црвеном звездом, а из игре је изашао при резултату 3 : 2 за свој тим, којим је сусрет и завршен. После свог дебитантског наступа за Чукарички, Ковач је против Црвене звезде по други пут санкционисан жутим картоном. У листу стрелаца се по први пут уписао у победи од 5 : 2 над крушевачким Напретком у 34. колу, када је постигао два поготка за свој тим. Такође, Ковач је на наредној утакмици асистирао Огњену Мудринском за вођство своје екипе против новосадског Пролетера. У претпоследњем колу, против лучанске Младости, показана му је и трећа јавна опомена у сезони. На затварању сезоне, против екипе Војводине, Ковач је одиграо 20 минута у завршници сусрета, када је на терену заменио Александра Ђорђевића. Тренер Симо Крунић указао му је шансу на укупно 9 суперлигашких утакмица, на којима је, према извештајима са утакмица у просеку заслужио оцену 7.
Услед задовољавајућих партија које је пружио током прве половине календарске године, спортски сектор Чукаричког је Ковачу понудио наставак сарадње, а две стране усагласиле су се око потписивања новог уговора. Играч се одазвао првој прозивци новог шефа стручног штаба, Александра Веселиновића, а са екипом је одрадио и летње припреме у Словенији. Ковач је лиценциран за квалификациони циклус утакмица за Лигу Европе. На отварању сезоне, у првој утакмици првог кола квалификација, Ковач је био стрелац једног од три поготка за свој тим, у победи над јерменским клубом, Бананатса из Јеревана. У реваншу против истог ривала, као и у првом сусрету одиграо је читав сусрет, док га је у двомечу против норвешког представника, Молдеа, на терену мењао Коста Алексић у другим полувременима. у 7. колу Суперлиге Србије за такмичарску 2019/20, Ковач је асистирао Асмиру Кајевићу за једини погодак и минималну победу над нишким Радничким на домаћем терену. На сусрету шеснаестине финала Купа Србије, против екипе Жаркова, Ковач је остао на клупи за резервне фудбалере, док је неколико дана касније, против Спартака у Суботици, Ковач поново био асистент код гола Кајевића за минималну победу свог тима. У следећем колу, био је стрелац у победи над ивањичким Јавором. У Купу Србије, Ковач је дебитовао на сусрету осмине финала, против Телеоптика, када је у игру ушао уместо Александра Ђорђевића у 75. минуту. На сусрету 18. кола Суперлиге Србије, против Радника у Сурдулици, одиграном последњег дана новембра 2019, Ковач је био асистент код првог поготка Луке Стојановића. Утакмица је завршена резултатом 3 : 3. Био је асистент и у победи над суботичким Спартаком у другом делу сезоне.
После уводних утакмица у Суперлиги за сезону 2020/21. које је пропустио због повреде, Ковач је био стрелац у 4. колу против Златибора. Одмах затим, у наредном колу, добио је црвени картон на сусрету са Бачком. Пропустио је неколико наредних утакмица. Голом и асистенцијом допринео је пласману Чукаричког у осмину финала Купа Србије после победе у Новом Пазару. Ковач је до краја сезоне погодио још у победи над Јавором, те у поразу који је Чукарички претрпео од Вождовца. Почетком такмичарске 2021/22, Ковач је са Чукаричким наступао у квалификацијама за Лигу конференција. Забележио је једну асистенцију у победи од 5 : 0 над Колубаром, док је против крагујевачког Радничког био стрелац. Током пролећног дела сезоне голом и асистенцијом учествовао је у победи над Напретком, док је један погодак постигао и у поразу од Партизана. По окончању такмичарске сезоне, Ковач је продужио уговор са клубом до 2025. године.
У другом колу квалификација за Лигу конференције 2022/23, Ковач је био двоструки стрелац на првом сусрету с Расинг унионом, док је у реваншу уписао једну асистенцију. Погодио је и против Твентеа у наредном колу. У Суперлиги Србије је погодио у 13. колу, против нишког Радничког, док је асистент био у победи над Јавором неколико дана касније.

## Репрезентација
Како је Ковачево порекло из Републике Српске, он је од 2015. године наступао за млађе репрезентативне узрасте Босне и Херцеговине. Репрезентацију те државе представљао је на кадетском и омладинском нивоу. У јесен 2019. Ковач је уврштен на списак новоизабраног селектора младе репрезентације Србије, Ненада Миловановића, за квалификационе утакмице против екипа Русије и Летоније, али на истим није наступао услед административне препреке. Према писању медија, проблем је настао због немогућности да играч промени фудбалски савез, односно државу коју представља, због документа који је потписао Милко Ковач, док је Стефан био малолетан. Отац фудбалера је наводе негирао, као и могућност постојања било каквог правно утемељеног документа. Слободан Старчевић је Ковача уврстио на списак младе репрезентације Босне и Херцеговине у квалификацијама за Европско првенство. Ковач је дебитовао за ту селекцију почетком септембра 2020. на сусрету са Велсом. На последњој утакмици у групи, одиграној на Стадиону Асим Ферхатовић Хасе, Ковач је био стрелац и асистент у победи своје екипе над Белгијом резултатом 3 : 2.

## Статистика

### Клупска
Ажурирано 18. маја 2025.
|                 |          |                     |     |    |    |   |    |   |   |   |     |    |  |  |
| ИМТ (позајмица) | 2017/18. | Српска лига Београд | 12  | 5  | —  | — | —  | — | — | — | 12  | 5  |  |  |
| ИМТ (позајмица) | 2018/19. | Српска лига Београд | 14  | 4  | —  | — | —  | — | — | — | 14  | 4  |  |  |
| ИМТ (позајмица) | Укупно   | Укупно              | 26  | 9  | —  | — | —  | — | — | — | 26  | 9  |  |  |
|                 |          |                     |     |    |    |   |    |   |   |   |     |    |  |  |
| Чукарички       | 2018/19. | Суперлига Србије    | 9   | 2  | —  | — | —  | — | — | — | 9   | 2  |  |  |
| Чукарички       | 2019/20. | Суперлига Србије    | 29  | 1  | 3  | 0 | 4  | 1 | — | — | 36  | 2  |  |  |
| Чукарички       | 2020/21. | Суперлига Србије    | 30  | 3  | 2  | 1 | —  | — | — | — | 32  | 4  |  |  |
| Чукарички       | 2021/22. | Суперлига Србије    | 30  | 3  | 1  | 0 | 4  | 0 | — | — | 35  | 3  |  |  |
| Чукарички       | 2022/23. | Суперлига Србије    | 25  | 1  | 1  | 0 | 4  | 3 | — | — | 30  | 4  |  |  |
| Чукарички       | 2023/24. | Суперлига Србије    | 28  | 3  | 2  | 1 | 7  | 0 | — | — | 37  | 4  |  |  |
| Чукарички       | 2024/25. | Суперлига Србије    | 4   | 1  | 0  | 0 | —  | — | — | — | 4   | 1  |  |  |
| Чукарички       | Укупно   | Укупно              | 155 | 14 | 9  | 2 | 19 | 4 | — | — | 183 | 20 |  |  |
|                 |          |                     |     |    |    |   |    |   |   |   |     |    |  |  |
| Партизан        | 2024/25. | Суперлига Србије    | 29  | 4  | 2  | 1 | 2  | 0 | — | — | 33  | 5  |  |  |
|                 |          |                     |     |    |    |   |    |   |   |   |     |    |  |  |
| Каријера        | Каријера | Каријера            | 210 | 27 | 11 | 3 | 21 | 4 | — | — | 242 | 34 |  |  |
|                 |          |                     |     |    |    |   |    |   |   |   |     |    |  |  |